# Nathan Straus
Nathan Straus (Otterberg, 31 gennaio 1848 – New York, 11 gennaio 1931) fu un imprenditore e filantropo di origini ebreo-tedesche.
Fu proprietario di due dei più grandi department store di New York, R.H. Macy & Company e Abraham & Straus, prima di perdere gran parte della sua fortuna nell'appoggio della causa sionista.